# Suffolk
Suffolk je nemetropolitanska grofovija povijesnog podrijetla u Istočnoj Angliji, regiji Engleske. Graniči se s grofovijom Norfolk na sjeveru, grofovijom Cambridgeshire na zapadu i grofovijom Essex na jugu. Omeđena je Sjevernim morem na istoku. Sjedište je Ipswich; ostali važni gradovi su Lowestoft, Bury St Edmunds i Felixstowe, jedna od najvećih kontejnerskih luka Europe.
Grofovija je ravničarska s vrlo malo brda i uglavnom se sastoji od obradive zemlje s nešto močvara na sjevernom području The Broads. Suffolk Coast and Heaths predstavlja engelsko područje izuzetne prirodne ljepote.

## Vanjske poveznice
- Suffolk County Council
- BBC Suffolk